# Iglesia de Mang Lang
La Iglesia de Mang Lang (en vietnamita: Nhà thờ Mằng Lăng) es una iglesia católica en Vietnam, provincia de Phu yen, a 35 km de Tuy Hoa.
La iglesia fue construida en 1892 por el misionero francés Padre Joseph Lacassagne en estilo gótico. Este lugar fue el pueblo natal del Beato Andrés de Phu Yen decapitado en 1644. Actualmente es un importante santuario, y Andrés fue declarado patrono de la juventud.
Alejandro de Rodas escribió aquí su "Cathechismus in octo dies" en latín y vietnamita (Quốc ngữ) y lo imprimió en 1651.